# Torre de la Granoia
La Torre de la Granoia és una obra de Moià protegida com a Bé Cultural d'Interès Local.

## Descripció
La façana d'aquest edifici presenta dues ales orientades a ponent i a migdia, articulades segons l'eix d'una torre vertical començada en pedra i acabada amb obra posteriorment. La torre és vuitavada i està coronada per un voladís de ceràmica verda. Parament de pedra i brancalls i dintells de pedra.

## Història
Se sap que aquesta torre fou començada el 1908, i segons uns documents de la família un dels que la va construir fou Jaume Gallaquet (el 19 de maig de 1971, va morir). Aquest home va aportar la pedra necessària per a la construcció de l'edifici. Un militar, anomenat Don Carlos, va fer aixecar-lo.